# Fort-Louis
Fort-Louis település Franciaországban, Bas-Rhin megyében. Lakosainak száma 282 fő (2022. január 1.). Fort-Louis Dalhunden, Rœschwoog, Roppenheim, Stattmatten, Rheinmünster, Neuhaeusel, Rountzenheim-Auenheim és Hügelsheim községekkel határos.

## Népesség
A település népességének változása:
| Lakosok száma | 312  | 300  | 302  | 296  | 293  | 290  | 288  | 287  | 282  |
|               | 2013 | 2015 | 2016 | 2017 | 2018 | 2019 | 2020 | 2021 | 2022 |